# Campeonato Tocantinense de Segunda División 2017
El  Campeonato Tocantinense de Segunda División de 2017 fue la novena edición de la división de ascenso  del fútbol Tocantinense. Se disputó del 21 de octubre al 17 de diciembre. El campeón  y el subcampeón ascendieron al Campeonato Tocantinense de 2018.

## Sistema de disputa
El campeonato se jugará en 04 (cuatro) fases de acuerdo con los párrafos enumerados en este artículo.
En la primera fase los 10 equipos se dividirán en 2 grupos con 5 equipos cada uno denominado "A" y "B", donde los equipos jugarán entre sí, en partidos de ida y vuelta, dentro de cada grupo, clasificando para la 2ª fase, los 4 mejores equipos de cada grupo.
Los 8 equipos jugarán los cuartos de final en el sistema de ida y vuelta. Donde los 4 equipos calificados jugarán las semifinales.
En las semifinales el sistema permanece en los juegos de ida y vuelta donde los dos equipos finalistas   ascenderán al Campeonato Tocantinense 2018.
Al final, los dos equipos finalistas disputarán el título en partidos de ida y vuelta.

## Clasificación[2]

### Grupo A
| 21 de octubre de 2017 | União de Palmas                                       | 4-0 | Imagine | Estádio Nilton Santos, Palmas |  |
| 16:00                 | Rodrigo 22' · Edicarlos 31' · Valteni 45' · Fábio 81' |     |         |                               |  |

| 22 de octubre de 2017 | Palmas                             | 4-1 | Alvorada   | Estádio Nilton Santos, Palmas |  |
| 16:00                 | Vinicius 7' · Mateus 37', 57', 63' |     | Jardel 44' |                               |  |

| 29 de octubre de 2017 | Alvorada | 0-1 | União de Palmas | Estádio Elias Natan, Alvorada |  |
| 16:00                 |          |     | Edicarlos 18'   |                               |  |

| 31 de octubre de 2017 | Capital | 0-1 | Palmas     | Estádio Nilton Santos, Palmas |  |
| 20:15                 |         |     | Mateus 30' |                               |  |

| 04 de noviembre de 2017 | União de Palmas | 0-1 | Capital          | Estádio Nilton Santos, Palmas |  |
| 16:00                   |                 |     | Gustavo Lobo 77' |                               |  |

| 05 de noviembre de 2017 | Imagine                | 2-1 | Alvorada   | Estádio Nilton Santos, Palmas |  |
| 16:00                   | Otávio 43' · Bruno 68' |     | George 88' |                               |  |

| 11 de noviembre de 2017 | Palmas                                             | 3-1 | União de Palmas | Estádio Nilton Santos, Palmas |  |
| 10:00                   | Marcelinho 20' · Patrick 39' · Mateus Oliveira 69' |     | Valdo 49'       |                               |  |

| 11 de noviembre de 2017 | Capital                                                  | 5-0 | Imagine | Estádio Nilton Santos, Palmas |  |
| 16:00                   | Lucas 8', 75' · Edu Brito 36' · Damião 87' · Edmundo 94' |     |         |                               |  |

| 15 de noviembre de 2017 | Alvorada                         | 2-1 | Capital   | Estádio Elias Natan, Alvorada |  |
| 16:00                   | Paulo Henrique 42' · Matheus 88' |     | Renan 69' |                               |  |

| 15 de noviembre de 2017 | Imagine    | 1-2 | Palmas                     | Estádio Nilton Santos, Palmas |  |
| 16:00                   | Thales 63' |     | Mateus 56' · Jefferson 76' |                               |  |

### Grupo B
| 21 de octubre de 2017 | Kaburé | 0-2 | Guaraí           | Estádio Bigodão, Colinas do Tocantins |  |
| 16:00                 |        |     | Vinicus 25', 39' |                                       |  |

| 21 de octubre de 2017 | Nova Conquista | 1-2 | Araguaína             | Estádio Mirandão, Araguaína |  |
| 16:00                 | Eric 46'       |     | Alan 23' · Jessui 75' |                             |  |

| 28 de octubre de 2017 | Guaraí                        | 2-0 | Nova Conquista | Estádio Delfinão, Guaraí |  |
| 16:00                 | Vinicius 51' · Léo Jaques 60' |     |                |                          |  |

| 29 de octubre de 2017 | Embuguaçuano              | 2-1 | Kaburé               | Estádio Delfinão, Guaraí |  |
| 16:00                 | Fernando 74' · Marabá 78' |     | Ricardo Bombinha 49' |                          |  |

| 04 de noviembre de 2017 | Araguaína                                                     | 5-0 | Guaraí | Estádio Mirandão, Araguaína |  |
| 16:00                   | Jessuí 14', 30' · Emerson 22' · Bruno Morais 34' · Israel 38' |     |        |                             |  |

| 05 de noviembre de 2017 | Nova Conquista | 1-1 | Embuguaçuano | Estádio Mirandão, Araguaína |  |
| 16:00                   | Caique 54'     |     | Jair         |                             |  |

| 11 de noviembre de 2017 | Kaburé   | 1-0 | Nova Conquista | Estádio Bigodão, Colinas do Tocantins |  |
| 16:00                   | Tatu 12' |     |                |                                       |  |

| 11 de noviembre de 2017 | Embuguaçuano | 1-4 | Araguaína                       | Estádio Delfinão, Guaraí |  |
| 16:000                  | Willy 58'    |     | Jean 26', 48', 53' · Israel 35' |                          |  |

| 15 de noviembre de 2017 | Guaraí                                            | 4-1 | Embuguaçuano | Estádio Delfinão, Guaraí |  |
| 16:00                   | Buiú 30' · Vinicius 79' · Hiago 83' · Stanley 85' |     | Levy 65'     |                          |  |

| 15 de noviembre de 2017 | Araguaína                          | 3-1 | Kaburé    | Estádio Mirandão, Araguaína |  |
| 16:00                   | Jessui 40', 83' · Bruno Moraes 85' |     | Dandô 65' |                             |  |

## Cuartos de final

### Partidos de ida
| 18 de noviembre de 2017 | União de Palmas | 1-0 | Guaraí | Estádio Nílton Santos, Palmas |  |
| 16:00                   | Edicarlos 46'   |     |        |                               |  |

| 19 de noviembre de 2017 | Alvorada | 0-0 | Araguaína | Estadio Elias Natan, Alvorada |  |
| 16:00                   |          |     |           |                               |  |

| 19 de noviembre de 2017 | Kaburé            | 1-2 | Palmas                             | Estadio Bigodão, Colinas do Tocantins |  |
| 16:00                   | Índio Belford 28' |     | Paulo Henrique 70' · Rayllan 90+3' |                                       |  |

| 24 de noviembre de 2017 | Embuguaçuano | 1-0 | Capital | Estadio Delfinão, Guaraí |  |
| 10:00                   | Pablo 59'    |     |         |                          |  |

### Partidos de vuelta
| 25 de noviembre de 2017 | Palmas                         | 3-0 | Kaburé | Estadio Nilton Santos, Palmas |  |
| 10:00                   | Mateus Oliveira 1', 45+1', 66' |     |        |                               |  |

| 25 de noviembre de 2017 | Guaraí | 0-0 | União de Palmas | Estadio Delfinão, Guaraí |  |
| 15:45                   |        |     |                 |                          |  |

| 25 de noviembre de 2017 | Araguaína                                                                      | 6-1 | Alvorada    | Estadio Mirandão, Araguaína |  |
| 18:00                   | Jessuí 29' · Israel 33' · Jean 59', 90+11' · China 90+2' · Bruno Moraes 90+13' |     | Miqueas 52' |                             |  |

| 26 de noviembre de 2017 | Capital                                                         | 5-0 | Embuguaçuano | Estadio Nilton Santos, Palmas |  |
| 15:45                   | Luan 33' · Edu Brito 34' · Cosme 45' · Edmundo 48' · Mateus 89' |     |              |                               |  |

## Semifinales

### Partidos de ida
| 02 de diciembre de 2017 | União de Palmas | 0-0 | Araguaína | Estadio Nilton Santos, Palmas |  |
| 16:00                   |                 |     |           |                               |  |

| 06 de diciembre de 2017 | Capital | 0-1 | Palmas     | Estadio Nilton Santos, Palmas |  |
| 16:00                   |         |     | Rayllan 8' |                               |  |

### Partidos de vuelta
| 09 de diciembre de 2017 | Araguaína             | 1-0 | União de Palmas | Estadio Mirandão, Araguaína |  |
| 18:00                   | Bruno Carmolândia 68' |     |                 |                             |  |

| 10 de diciembre de 2017 | Palmas                                    | 3-1 | Capital     | Estadio Nilton Santos, Palmas |  |
| 10:00                   | Paulo Cézar 3' · Mateus Oliveira 23', 36' |     | Edmundo 15' |                               |  |

## Final

### Partido de ida
| 14 de diciembre de 2017 | Araguaína                         | 2-0 | Palmas | Estadio Mirandão, Araguaína |  |
| 20:15                   | Jean 88' · Thiago Alberione 90+7' |     |        |                             |  |

### Partido de vuelta
| 17 de diciembre de 2017 | Palmas                         | 2-1 | Araguaína  | Estadio Nilton Santos, Palmas |  |
| 10:00                   | Matheus 46' (pen.) · Jonas 96' |     | Jessuí 50' |                               |  |

### Campeón
| Campeonato Tocantinense de Segunda División 2017 |
| ------------------------------------------------ |
|                                                  |
| Araguaína 2º Título                              |